# Irene Morales
Irene Amelia Morales Machado (Achaguas, 1945) è una modella venezuelana, eletta Miss Venezuela nel 1963.
La modella è stata la rappresentante ufficiale del Venezuela a Miss Universo 1963, concorso tenuto a Miami Beach, Florida, il 20 luglio 1963.